# Ferry Suou
Le Ferry Suou (フェリーすおう, Ferī Suou) est un ferry ayant appartenu à la compagnie japonaise Hankyu Ferry. Construit de 1995 à 1996 par les chantiers Kanda Zōsensho à Kure, il est mis en service en mars 1996 sur les liaisons vers l'île de Kyūshū, tout d'abord au départ de Kobe, puis d'Izumiōtsu à partir de 2008. Remplacé par le nouvel Hibiki en 2015, il est racheté par la compagnie sud-coréenne Seaworld Ferries et employé entre Mokpo et l'île de Jeju sous le nom de Santa Lucino (coréen : 산타루치노, Santa Luchino). Supplanté en 2020 par un navire neuf plus imposant, il est envoyé l'année suivante au Bangladesh et démoli sur les plages de Chittagong.

## Historique

### Origines et construction
Au cours des années 1990, la compagnie Hankyu Ferry poursuit le renouvellement de sa flotte en service entre le Kansai et Kyūshū. Après la mise en service du New Akashi et du New Nagato en 1991, l'armateur se lance dans la conception d'une nouvelle paire destinée à remplacer les ferries Hankyu N°24 et Hankyu N°32  au sein de la flotte.
Affichant des dimensions similaires à celles des jumeaux New Akashi et New Nagato, ils sont cependant pourvus d'une capacité d'emport légèrement inférieure, à l'exception du nombre de remorques drastiquement accru. Malgré cela, les futurs navires sont tout de même capables de transporter plus de 800 passagers et environ 80 véhicules. Leur conception se singularise également par leur architecture articulée autour d'une cheminée unique centrale, là où les précédents navires de l'armement sont tous équipés de cheminées latérales. En dépit de cette différence, la disposition des aménagements intérieurs et les caractéristiques techniques restent sensiblement identiques à celles de leurs prédécesseurs.
Construits à l'instar de la plupart des navires de la flotte par les chantiers Kanda Zōsensho de Kure, les nouveaux ferries sont baptisés Ferry Settsu et Ferry Suou. Deuxième navire à être construit, le Ferry Suou est mis sur cale le 28 juillet 1995, juste après le lancement de son jumeau. Mis à l'eau le 24 octobre, il subit les derniers travaux de finitions pendant environ quatre mois avant d'être livré à Hankyu Ferry le 12 mars 1996.

### Service

#### Hankyu Ferry (1995-2015)
Le Ferry Suou est inséré entre Kobe et Kitakyūshū le 15 mars 1996. Il rejoint son sister-ship le Ferry Settsu inauguré quelques mois plus tôt. La mise en service des deux navires intervient dans une période marquant le premier anniversaire du séisme meurtrier ayant ravagé la ville de Kobe le 17 janvier. C'est la raison pour laquelle les nouveaux navires de Hankyu Ferry arborent sur leurs flancs une livrée spéciale affichant notamment l'inscription « We love Kobe », afin de témoigner la solidarité de la compagnie envers la ville et les personnes touchées par la catastrophe. 
En juin 2008, le Ferry Suou et son jumeau sont transférés sur la desserte de Kyūshū au départ d'Izumiōtsu, près d'Ōsaka. À cette occasion, leur livrée « We love Kobe », qu'ils arboreraient depuis leur mise en service, est effacée de leurs flancs et remplacée par la livrée commune à tous les navires de la flotte. À partir d'octobre 2009, en raison du retrait du New Akashi et du New Nagato, le Ferry Settsu et le Ferry Suou deviennent les seuls navires à assurer la liaison entre Izumiōtsu et Kitakyūshū, désormais réduite à une rotation quotidienne.
Au cours des années 2010, Hankyu Ferry lance la construction d'une nouvelle paire de navires destinée à remplacer le Ferry Settsu et le Ferry Suou, approchant des 20 ans de navigation. En avril 2015, la compagnie réceptionne le nouveau Hibiki qui se substitue au Ferry Suou. Après avoir réalisé sa dernière traversée pour le compte de Hankyu Ferry le 20 avril, le navire est retiré de la flotte puis vendu à la compagnie sud-coréenne Seaworld Ferries.

#### Seaworld Ferries (2015-2020)
Après avoir quitté le Japon en mai 2015 pour rejoindre la Corée du Sud, le navire est rebaptisé Santa Lucino et introduit sur la liaison de Seaworld Ferries entre Mokpo et l'île de Jeju le 13 octobre. Le navire vient en renfort du ferry Seastar Cruise, ancien Ferry Nagato de Hankyu Ferry. Par ailleurs, son jumeau l'ancien Ferry Settsu navigue également à cette période sur les lignes de Jeju pour le compte de la compagnie concurrente Hanil Express sous le nom de Hanil Gold Stella. 
À la fin du mois de septembre 2020, le Santa Lucino est remplacé sur la ligne Mokpo - Jeju par le nouveau Queen Jenuvia. Désarmé, il est rebaptisé Lucino 1 et enregistré sous pavillon des Comores à la fin de l'année 2020. Vendu à la casse, il quitte la Corée du Sud le 8 janvier 2021 pour rejoindre la plage de Chittagong au Bangladesh. Échoué le 14 février, il est démoli au cours des mois suivants.

## Aménagements
Le Ferry Suou possédait 8 ponts. Si le navire s'étendait en réalité sur 10 ponts, deux d'entre eux étaient inexistants au niveau des garages afin de permettre au navire de transporter du fret. Les ponts étaient numérotés de 1 à 5 à partir du pont garage principal (correspondant au pont 3). Les locaux passagers occupaient les ponts 3 et 4 ainsi qu'une partie du pont 5 tandis que l'équipage logeait à l'avant du pont 5. Les garages se situaient sur les ponts B, 1 et 2.

### Locaux communs
Les aménagements du Ferry Suou comportaient un restaurant situé au pont 3 au milieu du navire, une terrasse extérieure sur le pont 5 et des installations dédiées au divertissement sur le pont 3 telles qu'un karaoké, une salle d'arcade et une salle de jeux pour enfants. Le navire était également équipé sur le pont 4 arrière de deux bains publics traditionnels japonais non mixtes avec vue sur la mer (appelés sentō).

### Cabines
À bord du Ferry Suou, les cabines étaient principalement situées à l'avant des ponts 3 et 4. Ainsi, le navire est équipé de quatre suites Special d'une capacité de deux personnes sur le pont 5, dix cabines de première classe d'une capacité de deux à trois personnes, 26 cabines de première classe à quatre, 22 cabines de style japonais à quatre, 20 cabines individuelles de seconde classe, onze dortoirs d'une capacité de huit personnes chacun et 412 places au sein de 20 grands dortoirs.

## Caractéristiques
Le Ferry Suou mesurait 189 mètres de long pour 27 mètres de large, son tonnage est de 15 188 UMS (le tonnage des car-ferries japonais étant défini sur des critères différents, il est en réalité plus élevé). Il pouvait embarquer 810 passagers et possédait un spacieux garage pouvant embarquer 219 remorques et 77 véhicules. Le garage était accessible par l'arrière au moyen d'une porte rampe axiale mais aussi par l'avant et des trappes donnant accès au garage supérieur était également présentes au centre du navire. La propulsion du Ferry Suou est assurée par deux moteurs diesel Pielstick-Diesel United 9PC40L développant une puissance de 32 400 chevaux entrainant deux hélices à pas variables faisant filer le bâtiment à une vitesse de 25,5 nœuds. Il était aussi doté de deux propulseurs d'étrave ainsi qu'un stabilisateur anti-roulis. Les dispositifs de sécurité étaient essentiellement composés de radeaux de sauvetage mais aussi d'une embarcation semi-rigide de secours.

## Lignes desservies
Pour Hankyu Ferry de 1996 à 2015, le Ferry Suou était affecté aux liaisons régulière entre le Kansai et l'île de Kyūshū. De 1996 à 2008, il desservait Kitakyūshū depuis Kobe avant d'être transféré au départ d'Izumiōtsu.
Pour Seaworld Ferries, il naviguait entre Mokpo et l'île de Jeju entre 2015 et 2020.